# Сражение при Понице
Сражение при Понице (швед. Slaget vid Punitz) — сражение во время Северной войны в ходе похода Карла XII в Польшу, произошедшее 7 ноября 1704 года (28 октября по шведскому календарю) между саксонской армией генерал-лейтенанта Шуленбурга и шведской армией под командованием короля Карла XII. Шведы быстро разбили слабые конные подразделения саксонцев, но их пехота, построившись в каре, упорно отбила атаки шведов, благодаря чему саксонский военачальник успешно отвёл свою армию и избежал разгрома.

## Предыстория
В ходе кампаний 1702—1703 годов шведскому королю Карлу XII удалось взять под контроль всю Польшу и изгнать из страны саксонские войска.
В августе 1704 года Карл XII двинулся из Варшавы к Львову и штурмом взял город. Его противник Август II воспользовался уходом шведской армии и занял Варшаву, пленив шведский гарнизон вместе с генерал-майором А. Горном.
Карлу XII пришлось быстро возвращаться в страну. Август II со своей армией покинул Варшаву, при этом сам с кавалерией двинулся к Кракову, а основные силы во главе с генералом И. М. фон Шуленбургом направились в Саксонию.
Карл XII, совершив быстрый кавалерийский марш (500 км за 9 дней), настиг саксонскую армию у деревни Пониц (недалеко от границы с Силезией, 70 км южнее Познани).

## Ход сражения
Саксонский генерал Шуленбург имел в своём распоряжении 12 батальонов и 4 эскадрона (4000 пехоты и 900 кавалерии), которые он спешно выстроил в боевые порядки. Левое крыло саксонцев было обеспечено селом Пониц (нем. Пуниц); правый фланг был защищён непроходимыми болотами. Центр боевого порядка Шуленбург укрепил рвом и вагенбургом.
Несмотря на поздний час, Карл XII начал атаку четырьмя кавалерийскими полками (лейб-драгуны, драгунские полки Крассова и Дюкера, Южно-Сконский рейтарский полк); ещё пять полков рейтар (Нюландский, Уппландский, Померанский, Бременский и Шведский Адельсфан) не успевали к месту сражения; таким образом, из 7000 кавалерии в начале сражения участвовали только 3000.
Шведская атака обратила в бегство саксонскую кавалерию, однако саксонская пехота осталась на поле боя и трижды отбивала атаки противника. Даже выход на поле боя 5 шведских кавалерийских полков не переломил ситуацию.
Когда генерал Шуленбург заметил, что шведские атаки прекратились, он выстроил свои батальоны в каре и отступил в близлежащий Пониц. Карл XII приказал отрезать пути отступления, но в темноте саксонцам удалось уйти.
Утром следующего дня шведы вошли в Пониц, где взяли в плен раненых саксонцев, захватили обоз и три пушки.

## Последствия
Саксонскому генералу Шуленбургу удалось сохранить армию и переправиться через Одер. В то же время саксонцы были окончательно изгнаны из Польши.
Карл XII преследовал саксонцев до Глогау, затем вернулся в Польшу и стал лагерем у Равица близ саксонской границы.
Вольтер передаёт, что Карл XII после битвы сказал: «Сегодня Шуленбург победил нас».